# Mount-Eccles-Nationalpark
Der Mount-Eccles-Nationalpark ist ein Nationalpark im Südwesten des australischen Bundesstaates Victoria, 270 km westlich von Melbourne und 60 km nordwestlich von Warrnambool.
Der Mount Eccles liegt an der Nordostecke des Nationalparks. Er ist der australische Vulkan, der am längsten noch aktiv war, bis vor etwa 8.000 Jahren. Vor rund 40.000 Jahren entstand er aus Lava, das aus der Erdkruste quoll.
Der alte Vulkan selbst ist heute ein eher kleiner Hügel, der von üppiger Vegetation umgeben ist und einen kleinen, versteckten Vulkansee besitzt. Er ist wegen seines angrenzenden Lavatunnels bekannt. Auch im umgebenden Bauernland finden sich noch weitere Lavatunnel.
2004 wurde der Park der Liste der australischen Naturdenkmäler als Teil der Budj Bim National Heritage Landscape – Mount Eccles Lake Condah Area hinzugefügt, weil er in der Geschichte der Aborigines eine wichtige Rolle spielt und auf Grund seiner Geologie.